# Jean-Denis Délétraz
Jean-Denis Arnold Délétraz (Ginevra, 1º ottobre 1963) è un ex pilota automobilistico svizzero che ha partecipato a 3 Gran Premi di Formula 1 ed è stato attivo principalmente con vetture GT e Sport prototipi. È il padre del pilota di Formula 2 Louis Delétraz.

## Carriera

### Formule minori (1983 - 1991)
Délétraz cominciò la sua carriera automobilistica nel 1983, quando giunse secondo al trofeo organizzato dalla scuola di guida Volant Avia di La Châtre. Cominciò poi a competere nel campionato francese di Formula Ford 1600, conquistando due vittorie e il terzo posto in classifica nel 1985. Nel 1986 e nel 1987 Délétraz partecipò senza successo a diverse gare del campionato francese di Formula 3, facendo anche qualche apparizione nei campionati tedesco e inglese. Nel 1988 il pilota svizzero prese parte al campionato di F3000; pur avendo mancato la qualifica in tre occasioni, Déletraz conquistò due terzi posti e il tredicesimo posto assoluto in campionato.
Passato al team FIRST per il 1989, Délétraz chiuse la stagione senza nessun arrivo a punti. Nel 1990 il pilota svizzero acquistò il team, disputando cinque gare con risultati disastrosi. Nel 1991, dopo altre tre gare senza risultati di rilievo, la scuderia fu addirittura posta sotto sequestro in seguito ad azioni legali intraprese dal secondo pilota, Giovanni Bonanno.

### Campionato francese turismo (1992 - 1994)
Nel 1992 e nel 1993 Délétraz si limitò a qualche apparizione sporadica nel campionato francese turismo. Nel 1994 il pilota svizzero riuscì a disputare un'intera stagione su una Seat ufficiale, ma la vettura era poco competitiva rispetto a quelle schierate da Peugeot ed Opel e Délétraz ottenne come miglior risultato solo un quinto posto.

### Formula 1 (1994 - 1995)
Al termine della stagione 1994 Délétraz ottenne, grazie ai suoi sponsor, di partecipare al Gran Premio d'Australia di Formula 1 al volante di una Larrousse. La scuderia francese, che avrebbe chiuso i battenti prima dell'inizio della stagione successiva, era in gravi difficoltà economiche e aveva già impiegato diversi piloti paganti durante la stagione. Dopo essere riuscito a non qualificarsi in ultima posizione, precedendo Domenico Schiattarella sulla Simtek, in gara Délétraz risultò nettamente il pilota più lento in pista: già doppiato dopo appena dieci giri, si ritirò nel corso del 57º passaggio, quando si trovava a dieci tornate dal battistrada.
Délétraz rientrò in Formula 1 verso la fine della stagione successiva, quando fu ingaggiato dalla Pacific Racing, anch'essa in gravi difficoltà economiche, per disputare le ultime cinque gare della stagione. Anche in questa occasione, però, i risultati furono assolutamente disastrosi: nel Gran Premio del Portogallo Délétraz, penalizzato da problemi al cambio, si qualificò con 12 secondi di ritardo da David Coulthard, che partiva in pole position, e risultò addirittura sette secondi più lento del compagno di squadra Andrea Montermini; in gara il pilota svizzero non fece progressi, venendo doppiato dopo soli sette giri e ritirandosi durante il 14º passaggio per un crampo al braccio sinistro. Nel successivo Gran Premio d'Europa, disputato sul Nürburgring, Délétraz riuscì a giungere al traguardo in quindicesima posizione, pur staccato di sette giri dal vincitore. Tuttavia, nelle gare seguenti il pilota svizzero fu sostituito da Bertrand Gachot; interpellato in merito, il proprietario della Pacific, Keith Wiggins, dichiarò che Délétraz non aveva effettuato i pagamenti previsti, e che le sue performance non ne giustificavano la permanenza nel team.

### GT e sportprototipi (1995 - ...)
Escluse le due sfortunate apparizioni in Formula 1, nel 1995 Délétraz partecipò a due appuntamenti della BPR Global GT Series, in entrambe le occasioni al volante di una McLaren F1 GTR gestita dalla scuderia che possedeva in comproprietà con il suo compagno di equipaggio Fabien Giroix. I due conquistarono un terzo posto e parteciparono anche alla 24 Ore di Le Mans insieme ad Olivier Grouillard, chiudendo al quinto posto assoluto. Nel 1996 Délétraz partecipò a tempo pieno alla BRP Global GT Series, chiudendo la stagione all'undicesimo posto insieme a Giroix.
Nel 1997 la BRP Global GT Series fu sostituita dal campionato FIA GT, al quale Délétraz e Giroix presero parte con una Lotus Elise. I risultati furono deludenti e i due, pur ottenendo un secondo posto nella gara di Laguna Seca della serie Supreme GT, mancarono anche la qualifica alla 24 Ore di Le Mans. Nel 1998 Délétraz e Giroix parteciparono solamente ad una gara del FIA GT con una Porsche 911 GT1, fallendo nuovamente la qualifica alla 24 Ore di Le Mans con la stessa vettura. Nel 1999 il pilota svizzero disputò tre gare dell'International Sports Racing Series al volante di una Ferrari 333SP.
Nel 2000 Délétraz e Giroix rimisero in piedi il team FIRST, accordandosi con la Ferrari per portare in gara nel campionato FIA GT una Ferrari 550 Maranello, ma la stagione fu estremamente difficile a causa di problemi di affidabilità della vettura. Délétraz prese parte anche alla 24 Ore di Le Mans, ritirandosi al volante di un prototipo Reynard 2KQ-LM. Nel 2001 Délétraz prese parte solo alla 24 Ore di Le Mans, dividendosi il volante di una Reynard 01Q-LM Volkswagen con Jordi Genè e Pascal Fabre. I tre conquistarono il quinto posto assoluto e la vittoria nella classe LMP675.
Il 2002 fu una stagione piuttosto soddisfacente per Délétraz, che disputò il Campionato FIA GT al volante di una Ferrari 550 Maranello della Scuderia Italia insieme ad Andrea Piccini; i due colsero quattro vittorie, chiudendo la stagione al quinto posto assoluto. Il pilota svizzero partecipò nuovamente anche alla 24 Ore di Le Mans al volante di un prototipo Reynard, questa volta in equipaggio con Christopher Pillon e Walter Lechner Jr: i tre chiusero in diciannovesima posizione assoluta, cogliendo però la vittoria nella classe LMP675.
Nel 2003 i buoni risultati della stagione precedente valsero a Délétraz e Piccini l'ingaggio nel team Lister Storm; tuttavia, dopo due piazzamenti a podio e due a punti nelle prime cinque gare, il pilota svizzero fu sostituito dal belga David Sterckx. Nel 2004 Délétraz partecipò alla Le Mans Endurance Series nella classe GTS con una Ferrari 575M Maranello, chiudendo il campionato in settima posizione; prese parte inoltre ad alcune gare del campionato FIA GT e alla 24 Ore di Le Mans, senza però risultati di rilievo.
Nel 2005 Délétraz tornò a competere regolarmente nel campionato FIA GT in coppia con Andrea Piccini, con una Ferrari 575M Maranello del team GPC Sport; i due chiusero al quindicesimo posto assoluto. Délétraz prese parte anche alla 1000 km di Istanbul con un prototipo della Creation, conquistando il terzo posto assoluto insieme a Jamie Campbell-Walter e Nicolas Minassian. Il 2006 vide Délétraz nuovamente impegnato nel campionato FIA GT con Andrea Piccini, questa volta al volante di una Aston Martin DBR9 del Phoenix Team; i due vinsero una gara e chiusero la stagione al secondo posto assoluto, alle spalle di Michael Bartels e Andrea Bertolini. Nel 2007 Délétraz passò a correre con una Chevrolet Corvette del team Carsport Holland (poi Phoenix Carsport), in coppia con Mike Hezelmans, cogliendo il quarto posto nella classifica finale e due vittorie. Rimasto nella stessa squadra anche per la stagione successiva, con compagno di equipaggio Marcel Fässler, il pilota svizzero conquistò la vittoria nella 24 Ore di Spa e l'ottava posizione in classifica.
Rimasto senza un volante per il FIA GT 2009, Délétraz continuò a compiere sporadiche partecipazioni in gare GT internazionali. Nel 2011 fu ingaggiato dal team Luxury per partecipare all'Intercontinental Le Mans Cup al volante di una Ferrari 458 Italia.

## Risultati in Formula 1
| 1994 | Scuderia  | Vettura |  |  |  |  |  |  |  |  |  |  |  |  |  |  |  |     |  | Punti | Pos. |
| ---- | --------- | ------- |  |  |  |  |  |  |  |  |  |  |  |  |  |  |  | --- |  | ----- | ---- |
| 1994 | Larrousse | LH94    |  |  |  |  |  |  |  |  |  |  |  |  |  |  |  | Rit |  | 0     |      |

| 1995 | Scuderia | Vettura |  |  |  |  |  |  |  |  |  |  |  |  |     |    |  |  |  | Punti | Pos. |
| ---- | -------- | ------- |  |  |  |  |  |  |  |  |  |  |  |  | --- | -- |  |  |  | ----- | ---- |
| 1995 | Pacific  | PR02    |  |  |  |  |  |  |  |  |  |  |  |  | Rit | 15 |  |  |  | 0     |      |

| Legenda | 1º posto     | 2º posto | 3º posto    | A punti         | Senza punti/Non class.  | Grassetto – Pole position Corsivo – Giro più veloce |
| Legenda | Squalificato | Ritirato | Non partito | Non qualificato | Solo prove/Terzo pilota | Grassetto – Pole position Corsivo – Giro più veloce |